# 8-OH-DPAT
La 8-OH-DPAT (±-8-hidroxi-2-dipropilaminotetralina) es un compuesto químico de investigación de la clase química de las aminotetralinas desarrollada en los años 1980. Se ha utilizado ampliamente para estudiar la función del receptor 5-HT1A. Fue uno de los primeros grandes agonistas completos del receptor 5-HT1A en ser descubiertos.
Originalmente se creía que era un agonista selectivo para el receptor 5-HT1A, pero luego se descubrió que 8-OH-DPAT actúa como un agonista del receptor 5-HT7 y también como inhibidor/ agente liberador de la recaptación de serotonina.
En estudios con animales, se ha demostrado que el 8-OH-DPAT posee propiedades antidepresivas, ansiolíticas, serenas, anorexígenas, antieméticas, hipotérmicas, hipotensoras, bradicárdicas, efectos hiperventiladores, y analgésicos.
8-OH-DPAT puede inducir farmacológicamente el trastorno obsesivo-compulsivo en modelos de roedores, así como inducir la modulación de la ingesta de ciertos alimentos. Existen evidencias de que el síndrome serotoninérgico resulta mayor con la administración del 8-OH-DPAT en comparación con la buspirona y el citalopram.